# Megamoera bowmani
Megamoera bowmani är en kräftdjursart som beskrevs av Jarrett och Edward Lloyd Bousfield 1996. Megamoera bowmani ingår i släktet Megamoera och familjen Melitidae. Inga underarter finns listade i Catalogue of Life.